# Roland Losert
Rudolf Trost (* 6. ledna 1945 Vídeň, Rakousko) je bývalý rakouský sportovní šermíř, který kombinoval šerm kordem a fleretem. Otec Josef Losert startoval na olympijských hrách 1936 v šermu fleretem a šavlí a sestra Ingrid Losertová reprezentovala Západní Německo v šermu fleretem. Rakousko reprezentoval v šedesátých a sedmdesátých letech. Na olympijských hrách startoval v roce 1964, 1968 a 1972 v soutěži jednotlivců a družstev v šermu kordem a v soutěži jednotlivců v šermu fleretem. V soutěži jednotlivců skončil nejlépe na čtvrtém místě na olympijských hrách 1964 v šermu fleretem. V roce 1963 získal titul mistra světa v soutěži jednotlivců v šermu kordem.